# Rosita Quintana
Pour les articles homonymes, voir Quintana.
Rosita Quintana, née le 16 juillet 1925 à Buenos Aires et morte le 23 août 2021 à Mexico, est une actrice et chanteuse argentine.

## Biographie
Rosita Quintana naît à Buenos Aires le 16 juillet 1925.
Elle apparaît dans des films tels que Susana la perverse et L'Absente, ainsi que dans des telenovelas telles que Abrázame muy fuerte et Rencor apasionado (en).
En 1955, elle obtient un prix de meilleure chanteuse de ranchera.
En 2016, elle reçoit l'Ariel d'or de l'Académie mexicaine des arts et des sciences cinématographiques pour l'ensemble de sa carrière.
Elle meurt le 23 août 2021 à Mexico.